# Ahmedabad Mirror
Ahmedabad Mirror is een Engelstalige krant, die uitkomt in de Indiase stad Ahmedabad.
De krant wordt uitgegeven door The Times Group, die ook onder meer The Times of India uitgeeft. Zusters van de krant zijn Mumbai Mirror, Pune Mirror en Bangalore Mirror.